# Fourges
Fourges ist eine Ortschaft und eine ehemalige französische Gemeinde mit 769 Einwohnern (Stand: 1. Januar 2022) im Département Eure in der Region Normandie. Sie gehörte zum Arrondissement Les Andelys und zum Kanton Les Andelys.
Mit Wirkung vom 1. Januar 2016 wurden die bis dahin selbstständigen Gemeinden Berthenonville, Bus-Saint-Rémy, Cahaignes, Cantiers, Civières, Dampsmesnil, Écos, Fontenay-en-Vexin, Forêt-la-Folie, Fourges, Fours-en-Vexin, Guitry, Panilleuse und Tourny zu einer Commune nouvelle mit dem Namen Vexin-sur-Epte zusammengelegt und besitzen in der neuen Gemeinde den Status einer Commune déléguée. Der Verwaltungssitz befindet sich im Ort Écos.

## Lage
Fourges wird vom Fluss Epte tangiert.
Nachbarorte sind Heubécourt-Haricourt und Écos im Westen, Bus-Saint-Rémy im Norden, Bray-et-Lû im Nordosten, Amenucourt im Osten und Gasny im Süden.

## Bevölkerungsentwicklung
| Jahr      | 1962 | 1968 | 1975 | 1982 | 1990 | 1999 | 2008 | 2015 |
| --------- | ---- | ---- | ---- | ---- | ---- | ---- | ---- | ---- |
| Einwohner | 312  | 321  | 419  | 453  | 685  | 772  | 816  | 799  |

## Sehenswürdigkeiten
- Schloss von Fourges
- Militärfriedhof
- Wassermühle an der Epte
- Kirche Saint-Pierre, seit 1962 als Monument historique ausgewiesen

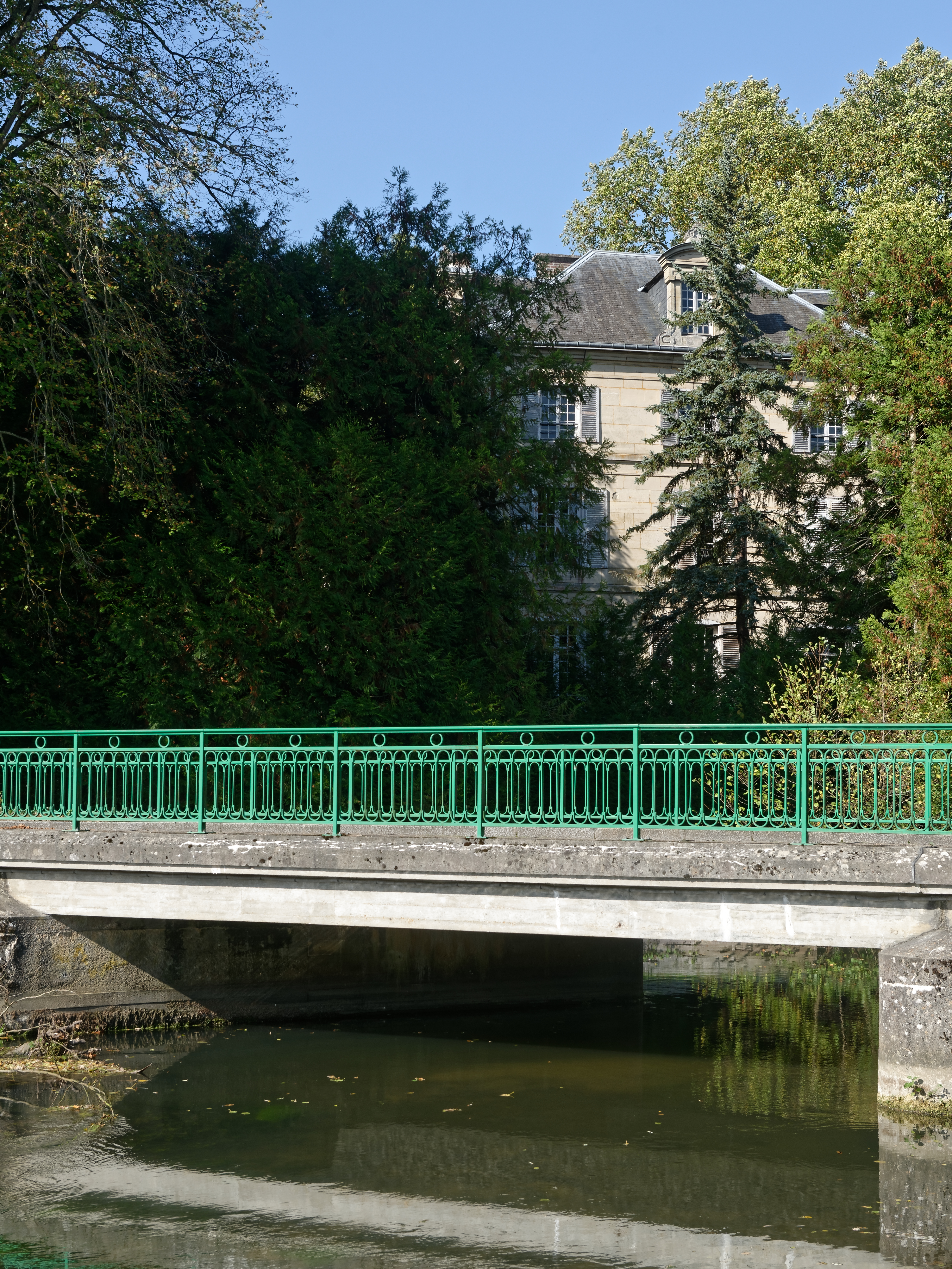
Schloss von Fourges
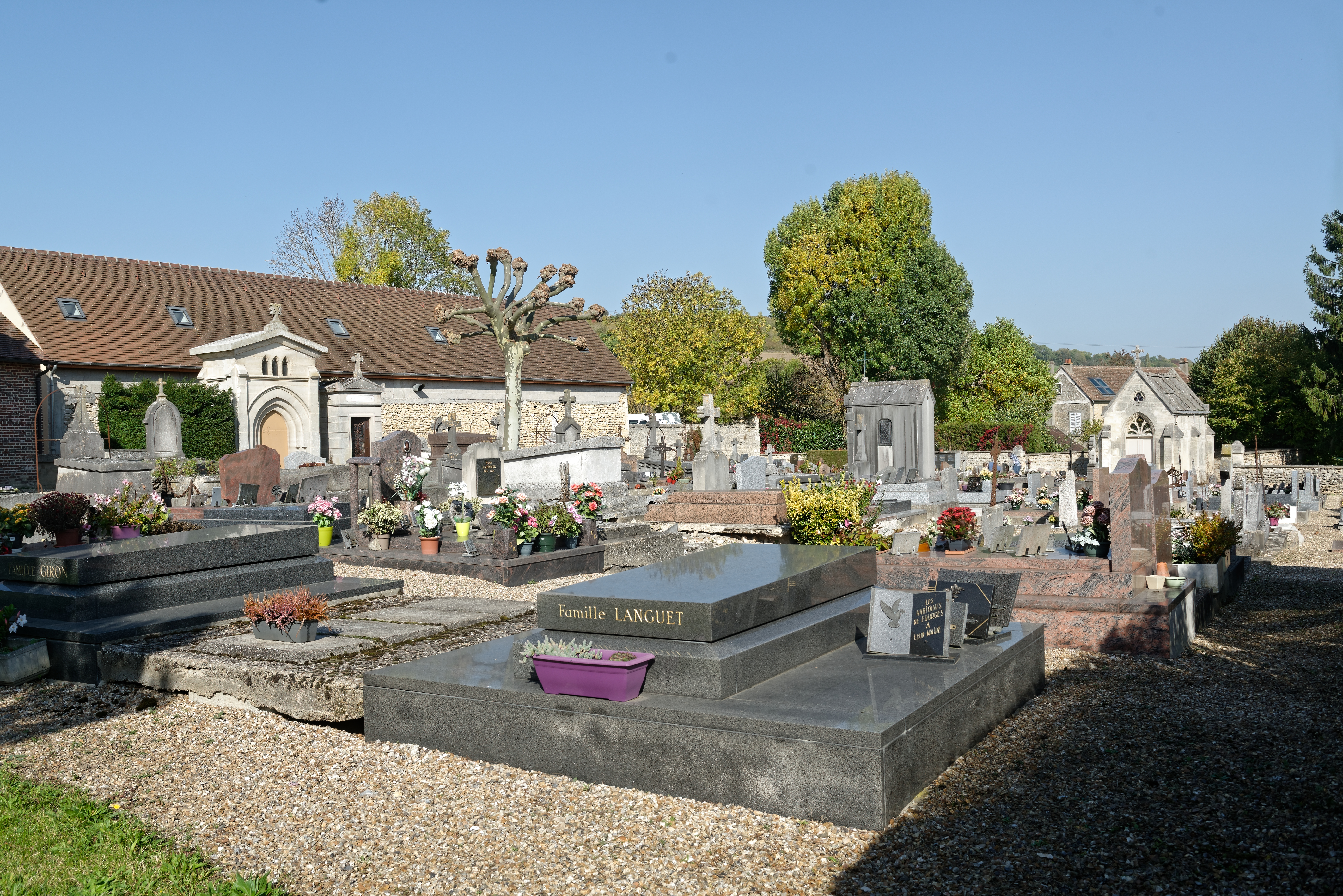
Militärfriedhof
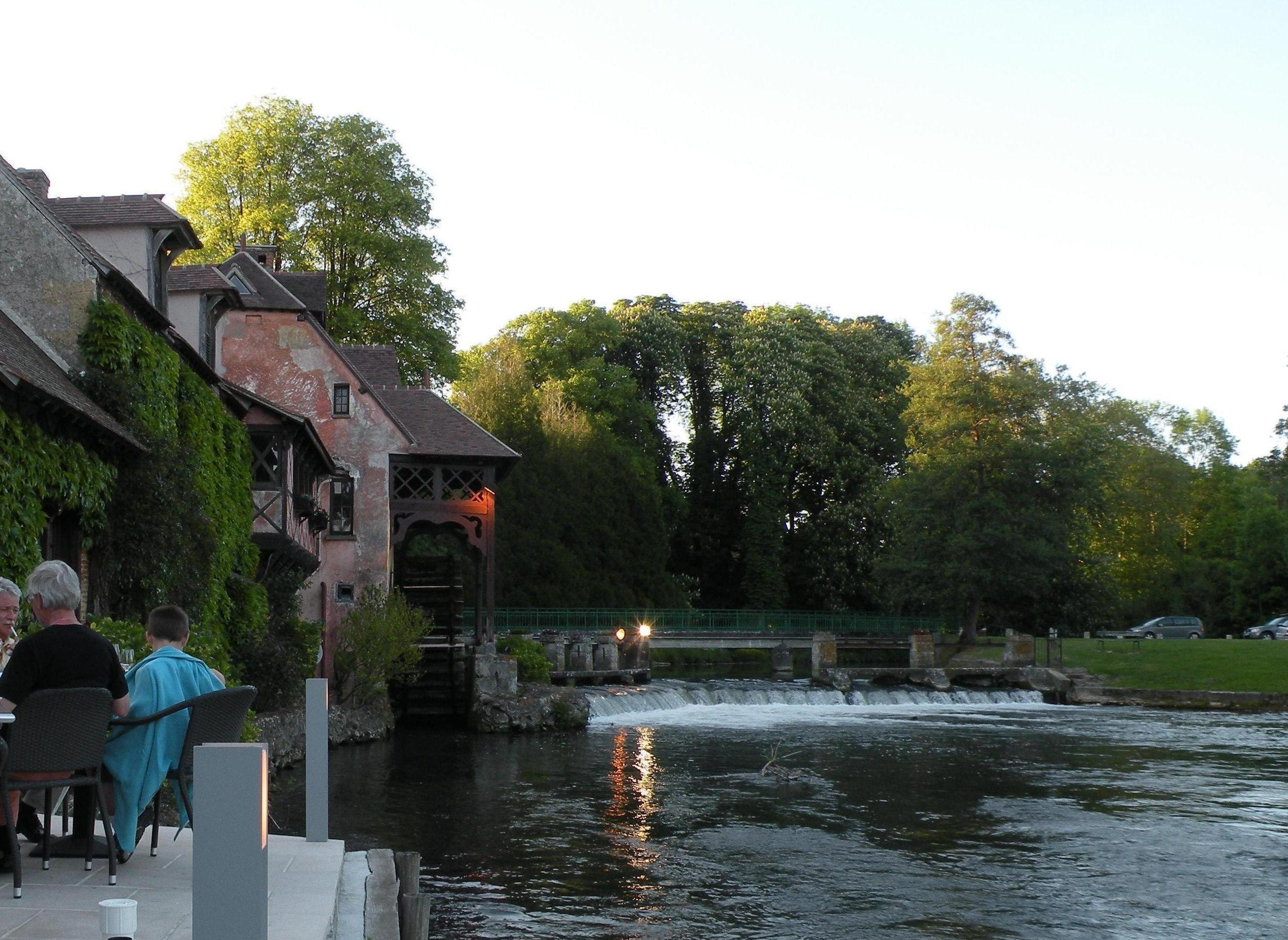
Wassermühle
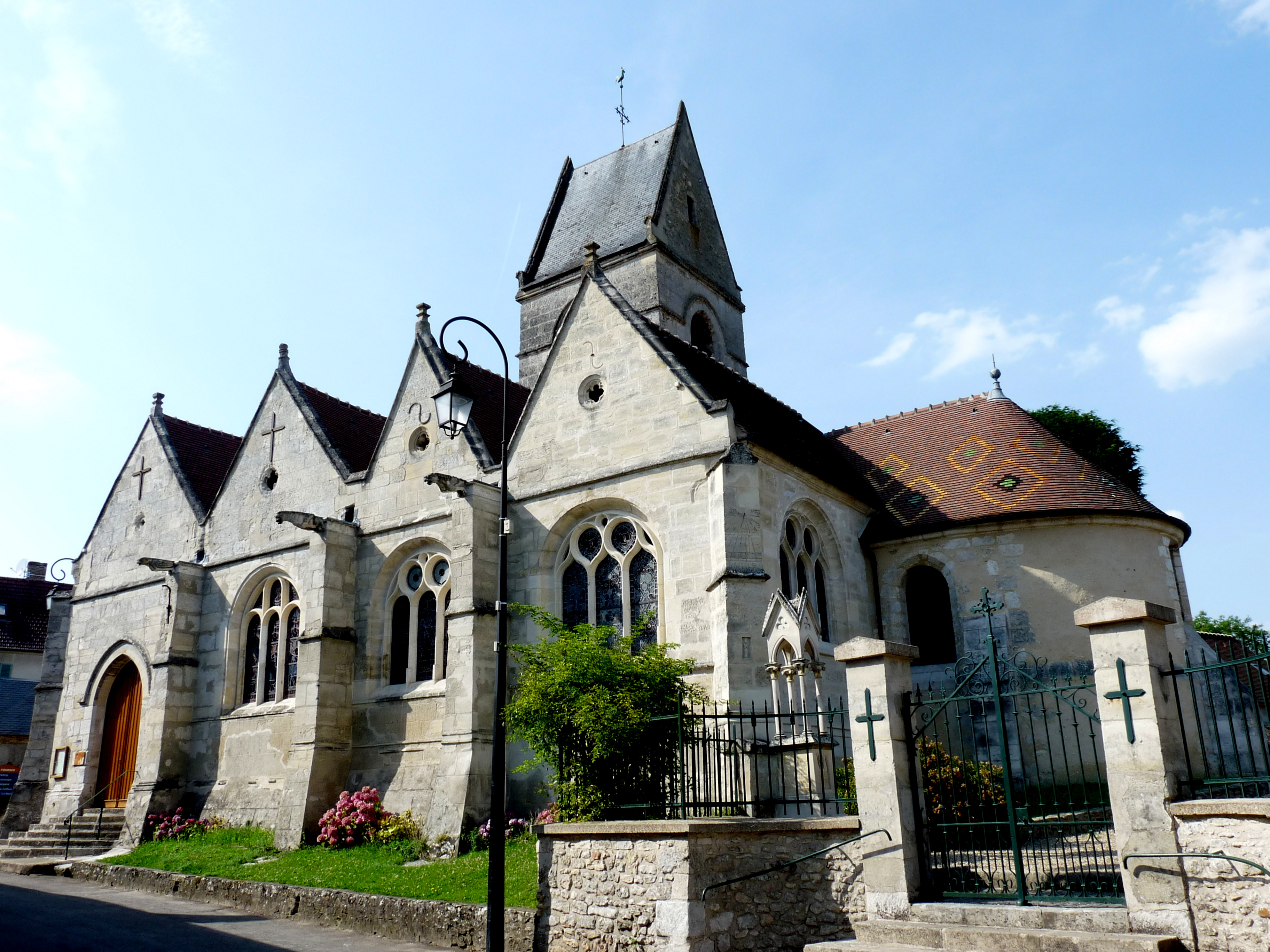
Kirche Saint-Pierre